# San Isidro, Nicaragua
San Isidro är en kommun (municipio) i Nicaragua med 19 185 invånare (2012). Den ligger i departementet Matagalpa i den centrala delen av landet vid den Panamerikanska landsvägen, 114 kilometer norr Managua och 34 kilometer söder om Estelí. San Isidro är ett centrum för risproduktion.

## Geografi
San Isidro gränsar till kommunerna La Trinidad i norr, Sébaco i öster, Ciudad Darío i söder, samt Santa Rosa del Peñón och San Nicolás, i väster.

## Historia
På grund av en kraftig befolkningsökning i området grundades kommunen 1862 som en pueblo med namnet San Isidro del Guayabal. Kommunen hörde då till departementet Matagalpa. När departementet Jinotega bildades 1891 genom en utbrytning ur Matagalpa blev San Isidro en del av det nya departementet. År 1913 återfördes dock kommunen till Matagalpa departementet.
San Isidro har ett lokalhistoriskt museum, El Museo de Historia San Isidro del Guayabal. Museet, som invigdes 2009, har arkeologiska fynd, en utställning om den lokala gruvindustrin samt samlingar från ortsbefolkningen.